# Yunus Altunel
Yunus Altunel (Helmond, 20 januari 1979) is een voormalig Nederlands profvoetballer die als aanvaller speelde.

## Carrière
Altunel speelde in de jeugdopleiding bij Helmond Sport, de club uit zijn geboortestad. In het seizoen 1998/99 brak Altunel definitief door als profvoetballer bij Helmond Sport. Na 3 seizoenen bij Helmond Sport, waarvan het laatste seizoen zonder een enkele wedstrijd te spelen, ging hij in 2001 naar FC Eindhoven. Na één seizoen bij de club uit Eindhoven te hebben gespeeld, stopte hij met profvoetbal.
| Seizoen | Club          | Land      | Competitie     | Duels | Goals |
| ------- | ------------- | --------- | -------------- | ----- | ----- |
| 1998/99 | Helmond Sport | Nederland | Eerste divisie | 23    | 6     |
| 1999/00 | Helmond Sport | Nederland | Eerste divisie | 29    | 2     |
| 2000/01 | Helmond Sport | Nederland | Eerste divisie | 0     | 0     |
| 2001/02 | FC Eindhoven  | Nederland | Eerste divisie | 11    | 2     |
| Totaal  | Totaal        | Totaal    | Totaal         | 63    | 10    |